# Gazzetta dell'Emilia
La Gazzetta dell'Emilia è stato un quotidiano politico a carattere locale, organo di stampa di tendenza moderata. Il sostegno dei liberali, saldamente al governo della città per parecchi anni, contribuì a farne il più importante quotidiano di Bologna.

## Storia
La Gazzetta dell'Emilia fu fondata il 1º gennaio 1868 dai fratelli Pasquale e Antonio Cuzzocrea, quest'ultimo marito del soprano Erminia Borghi-Mamo.
Nacque dalla fusione di due testate preesistenti: il Corriere dell'Emilia, fondato l’11 ottobre 1859 da Gioacchino Napoleone Pepoli e diretto da Pasquale Cuzzocrea, e dal foglio monarchico-liberale Gazzetta delle Romagne, fondato nel 1863 e diretto da Giulio Cesare Lossada. Nel 1876 assorbì la testata ''Il Monitore di Bologna''.
Terminò la pubblicazione nel maggio 1911, per ripartire subito dopo a Modena, con la denominazione Gazzetta di Modena.
Sulla “Gazzetta” intervenne più volte Giosuè Carducci, soprattutto durante il governo Crispi, da lui sostenuto con entusiasmo. La sua collaborazione cessò nel 1901, dopo che Ugo Pesci ebbe lasciato la direzione.
Nel 1904 il giovane triestino Marcello Dudovich, divenuto poi un celebre illustratore, ideò un cartellone pubblicitario per la campagna di abbonamenti della Gazzetta dell'Emilia.
Tra i giornalisti che scrissero per la Gazzetta vi fu Mario Missiroli, in seguito direttore di quattro quotidiani: il Resto del Carlino, Il Secolo, Il Messaggero e il Corriere della Sera.
Il 5 febbraio 1909 La Gazzetta dell'Emilia fu il primo giornale a pubblicare il Manifesto del Futurismo di Filippo Tommaso Marinetti.

## Direttori[9]
- Antonio Cuzzocrea
- Gualtiero Belvederi
- Ugo Pesci, dal 1888 al 1901
- Cesare Viaggi, dal 1906 al 1911